# 11612 Obu
11612 Obu eller 1995 YZ1 är en asteroid i huvudbältet som upptäcktes den 21 december 1995 av den japanska astronomen Akimasa Nakamura vid Kuma Kogen-observatoriet. Den är uppkallad efter den japanska staden Obu.
Asteroiden har en diameter på ungefär 6 kilometer.